# قلعه دارالامان و چهل برکه

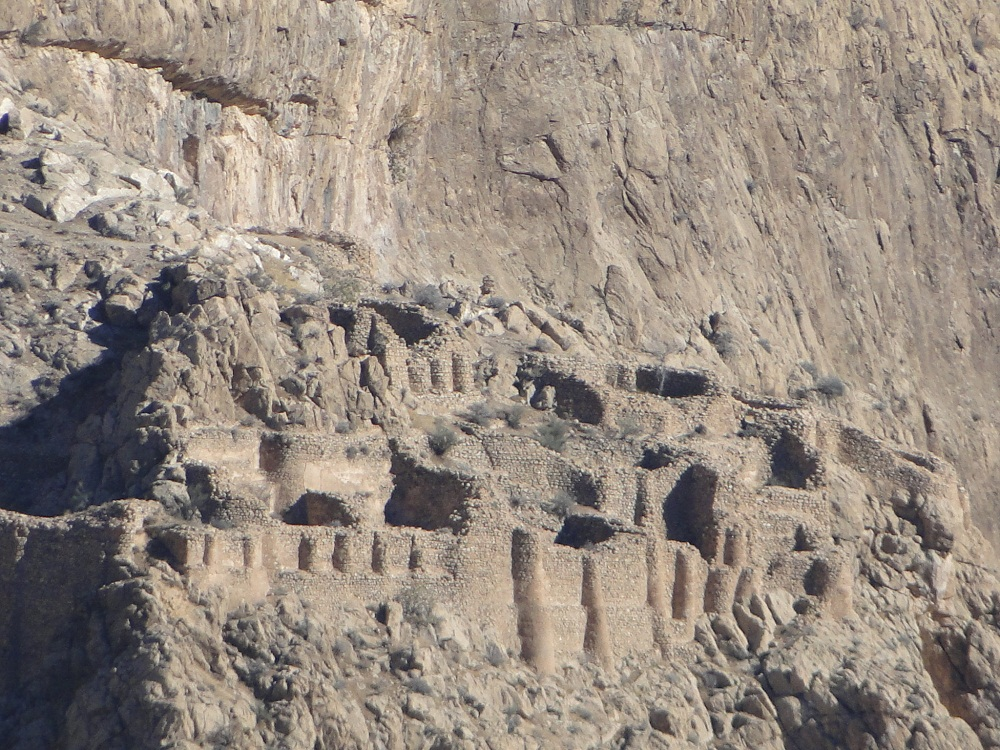
قلعه دارالامان

قلعه دارالامان و چهل برکه در ۵ کیلومتری شهر ایج در استان فارس واقع شده‌است و به فرمان محمود شبانکاره در اواخر قرن پنجم و اوایل قرن ششم هجری قمری ساخته شده‌است.

## مکان
قلعه دارالامان در ۵ کیلومتری شهر ایج در کنار گردنه‌ای دیدنی و زیبا به نام چشمه بن دره یا بدره واقع شده‌است. قلعه دارالامان در دامنه کوهی صعب‌العبور واقع شده و مساحت آن بیش از ۲۰۰ هکتار است.

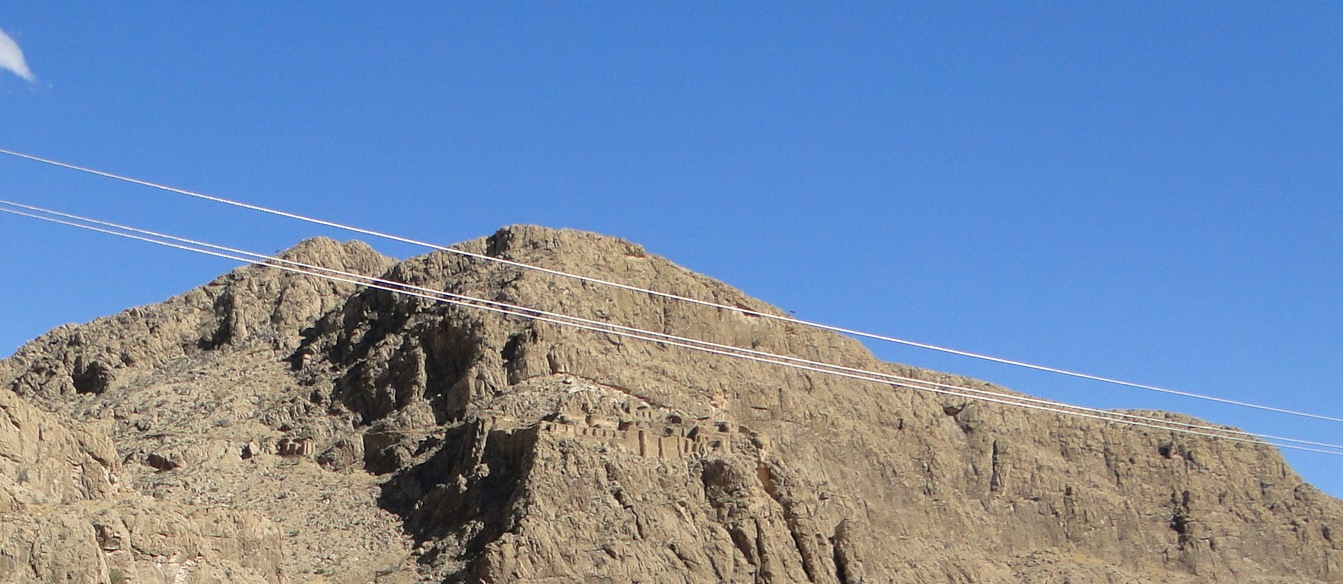
قلعه دارالامان و چهل برکه در دل کوه

## ساختار و اهمیت قلعه
قلعه دارالامان دو بخش شمالی و جنوبی دارد که قسمت شمالی آن را می‌توان بخش مرکزی در نظر گرفت.
این قلعه در گذشته دارای دیوارهای دفاعی محکم، آب‌انبار و آسیاب‌های فراوان و بناهای مرکزی بوده که در حال حاضر بقایای دیوارهای آن را می وان دید. فرصت الدوله، در «آثار العجم» در مورد ایج می‌نویسد:
ایج [که] آن را ایگ نیز گویند، در سابق دارالحکومهٔ حکام شبانکاره[بود] و آن در سمت شرقی اصطهبانات واقع شده[است]. به مسافت ۴ فرسنگ در آن‌جا کوهی است که آن را «قلات آبی» نامند. قلعه‌ای محکم بر بالای آن از گچ و سنگ ساخته بودند که اکنون خراب شده‌است و کمر آن کوه، چهل برکه از سنگ بیرون آورده که در آن‌ها آب می‌آمده[است]. همچنین قریب به قلعهٔ مذکور، ۷ برکهٔ دیگر است و آب آن برکه‌ها از چشمه بوده[است]که آن را «بندره» خوانند و آب از چشمه که بیرون می‌آید، داخل برکه می‌شود. در عماراتی که گنبدی بر آن افراشته‌است، در آن عمارت دور یابد و وسعت گاهی برای استراحت هست. سپس آب از آن‌جا می‌گذرد و سرازیر و صحرایی می‌شود و با آن زراعت می‌نمایند؛ ولی در گذشته آب مذکور از چشمه که برمی‌آمد، در جداولی، داخل می‌شد که در کوه بریده بودند و از آن جداول به برکه‌ها می‌ریخت. اکنون معبر خراب است. دیگر از جمله آثار معبری بوده[است]، قریب به چشمه مذکور؛ ایوان مانند که سه ذرع تقریباً ارتفاع دارد، در کوه از سنگ بریده‌اند و آن هم از آثار سلاطین عجم است که بعدها آن را مسجد قرار داده و محرابی به آن افزوده‌اند و خطوطی در آن منقور است. پایین‌تر از آن مسجد نیز بر مسطحه‌هایی از کوه خطوط بسیار نقر شده‌است.

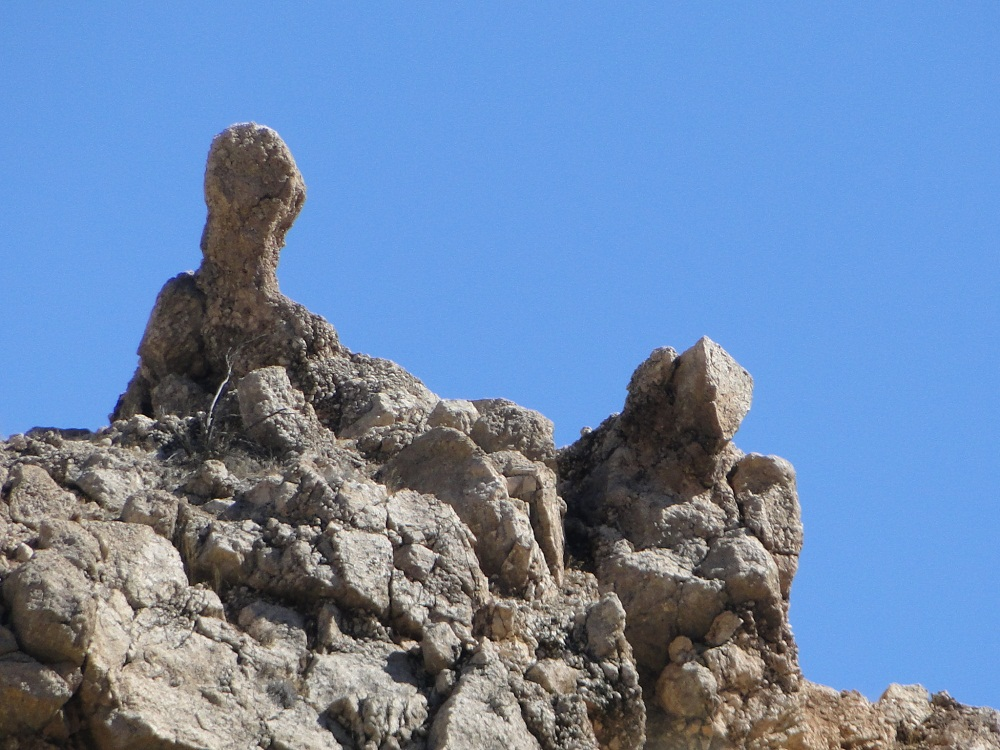
قلعه دارالامان

این قلعه هم‌اکنون به صورت خرابه‌ای عظیم، در کمرکش کوه‌های شمالی ایج واقع است و در اصطلاح محلی، «گودنبگو» نامیده می‌شود. حفاری استاندارد هیئت‌های باستان‌شناسی، در این قلعه صورت نگرفته‌است. اهمیت این اثر تاریخی، از دو جهت است: یکی دارا بودن ذخایر ذی‌قیمت باستانی، و دیگری آشکار کردن دوره‌ای از تاریخ پنهان این سرزمین که می‌توان با استناد به آثار کشف شده، به آن دست یافت. «مظفر الدین محمد بن مبارز، در بطن قلهٔ دارالامان، در کوهی که به اطراف جنوب دارد، قلعه‌ای از سنگ خارا برآورده که هنوز آثار آن باقی است و هرکس که می‌بیند، عجب می‌ماند!»

## مصالح
مصالح به کار رفته در قسمت‌های مختلف این قلعه شامل سنگ گچ و ساروج است و در قسمت شمالی قلعه، چشمه بسیار پرآبی به نام چشمه بدره قرار دارد که در درون دره واقع شده و کنار آن چهارطاقی با گنبد گرد شلجمی احداث شده‌است.

## آب انبارها
دور تا قلعه دور ورود ناپذیر بوده و جاهایی که دره‌ای بوده، با دیوارهای ضخیم نفوذ ناپذیر شده‌است. تنها ضعف این قطعه برای مقاومت طولانی کمبود آب بوده که آن هم با بیشتر کردن شمار آب‌انبارها، این خطر را از خود دور کردند.
آب انبارها از نظر پذیرش آب و گنجایش بر دو گونه‌اند: نخست آب انبارهای بالای کوه که آب چشمه «بن دره» بر آن‌ها سوار نمی‌شود و از ریزش برف و باران پر می‌گردیده‌است. این آب انبارها بسیار بزرگتر و گودترند. با پهنای ۱۵ گز و به درازی ۲۰ گز، گودی پاره‌ای از آن‌ها به ۷–۸ گز هم می‌رسد. بیشتر آب انبارها امروز ویران شده‌است. پاره‌ای از آن‌ها هنوز دو یا سه دیوارش بر جای مانده‌اند.

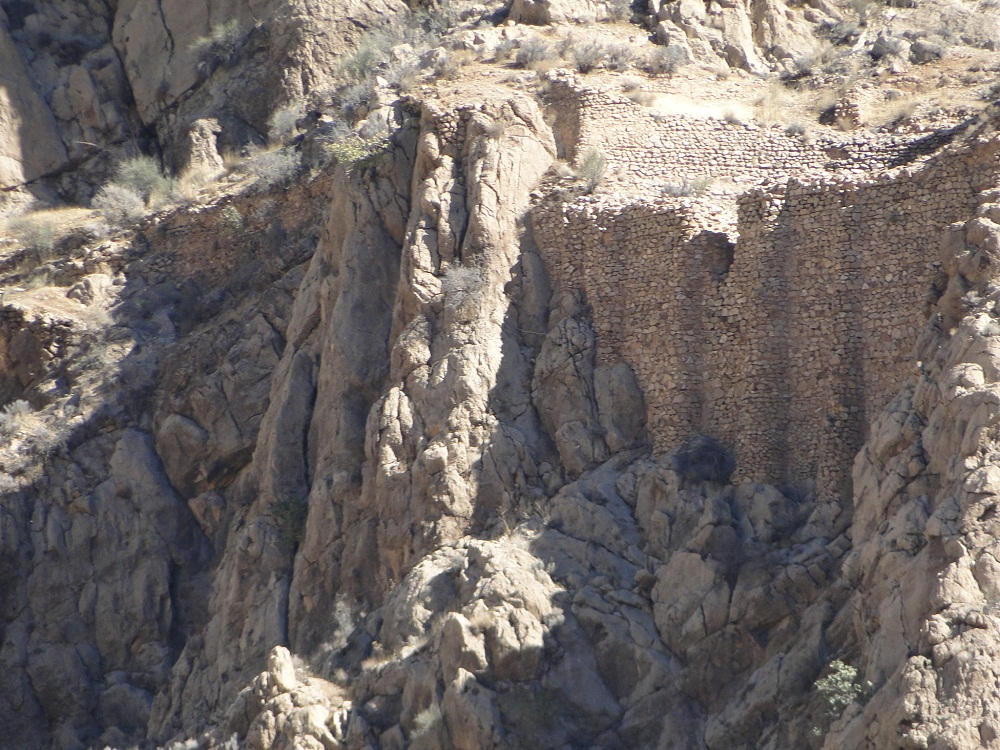
آب انبار نوع اول

گونه دوم آب انبارهایی است که از آب بن دره پر می‌شده‌است و چون در کمر کش کوه قرار دارد، بسیار کوچکتر ولی انبوه‌تر از آب انبارهای بارانی است.
بوسیله کانال آبی که از آب چشمه بن دره (که بر روی آن گنبد بن دره ساخته شده‌است) با زحمت تحسین‌برانگیزی، از کنار کوه رد کرده‌اند و هر جا صخره ای بوده تراشیده‌اند و هرجا پرتگاهی بوده با زیر سازی مرتفع و مستحکم، مسیر عبور آب را هموار نموده‌اند. در طول مسیر آب بیش از چند آسیاب آبی هم ساخته‌اند که هنوز تعدادی از آن‌ها تقریباً سالم است.

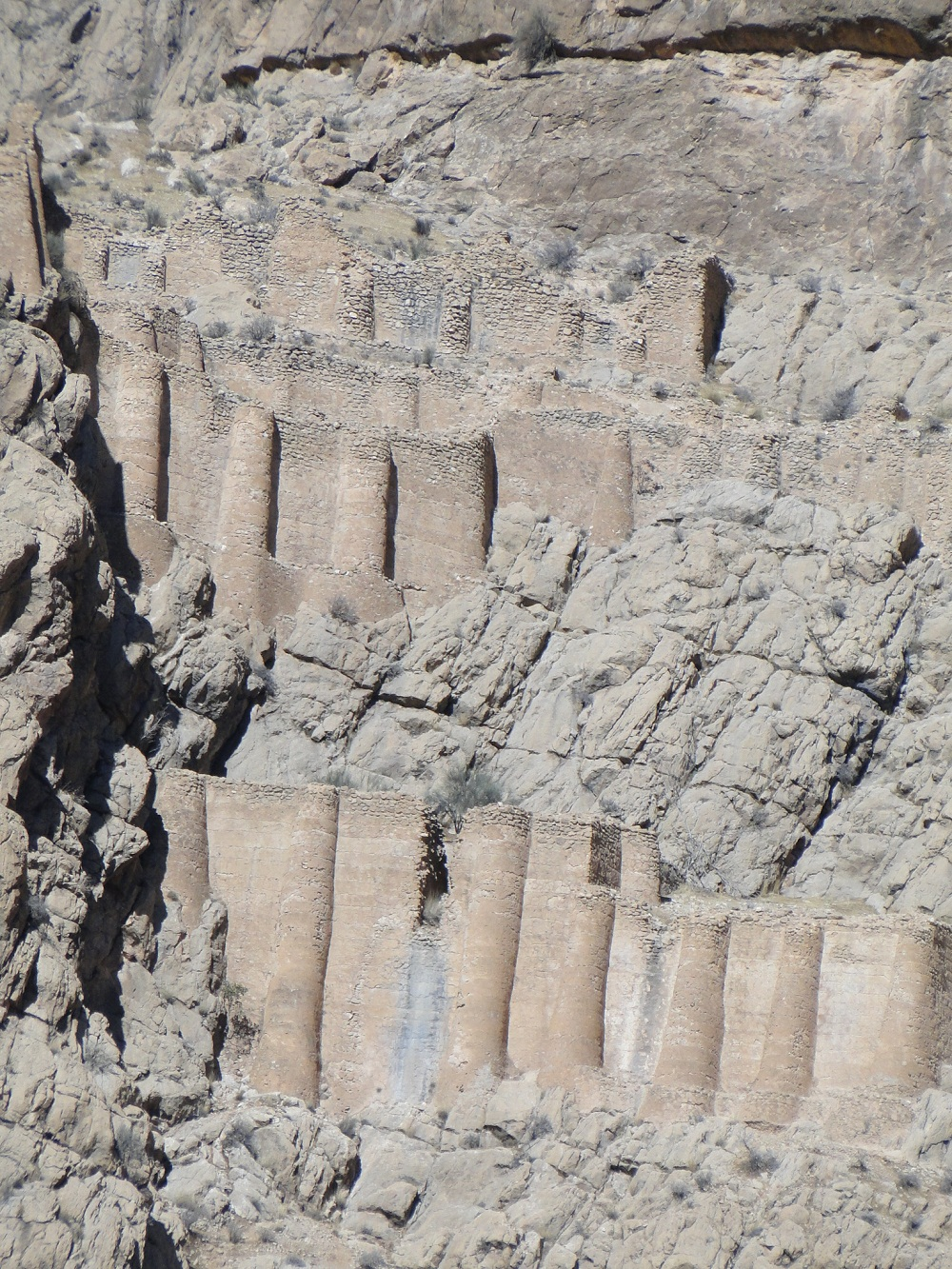
آب انبار نوع دوم

تنها راه ورود به برکه‌ها و جایگاه اصلی و حساس ملوک شبانکاره که به نام قلعه «اسفید» یا «سفید» شهرت دارد، پهنای دیواره جدول آب است که حتی یک سرباز غیر مسلح هم می‌توانسته‌است جلو ورود لشکری بی‌کران را بگیرد، زیرا افراد باید تک تک عبور کنند، آن هم نه به راحتی که با برقراری تعادل و با آهستگی قدم بردارند.

## دارالامان پس از حکومت محمود شبانکاره
فرمانروایان پس از نظام الدین محمود هر کدام در تکمیل و توسعه قطعه دارالامان تلاش وافر نمودند تا این که ملک اردشیر آخرین حکمران شبانکاره به اتکاء استحکام و نفوذ ناپذیری قلعه دارالامان به مخالفت با امیرمبارزالدین آل مظفر می‌پردازد. از آنجایی که حکومت شبانکاره رو به ضعف گراییده و دولت آل مظفر رو به ترقی نهاده بوده، ملک اردشیر توسط شاه محمود مظفری فرزند مبارزالدین شکست می‌خورد و از راه آبی قلعه می‌گریزد و سپاه محمود مظفری در سال ۷۵۶ قمری دارالامان را به تصرف درآورده و بر هیچ‌کس رحم نمی‌کند و قلعه را ویران می‌کند. متأسفانه هیچگونه سقفی باقی نمانده‌است تا بیانگر نوع مصالحی که برای پوشش، مورد استفاده قرار می‌گرفته باشد.